# فائق حاجی‌اف
فائق حاجی‌اف (ترکی آذربایجانی: Faiq Hacıyev؛ زادهٔ ۲۲ مهٔ ۱۹۹۹) بازیکن فوتبال است.